# St. Bartholomäus (Maising)

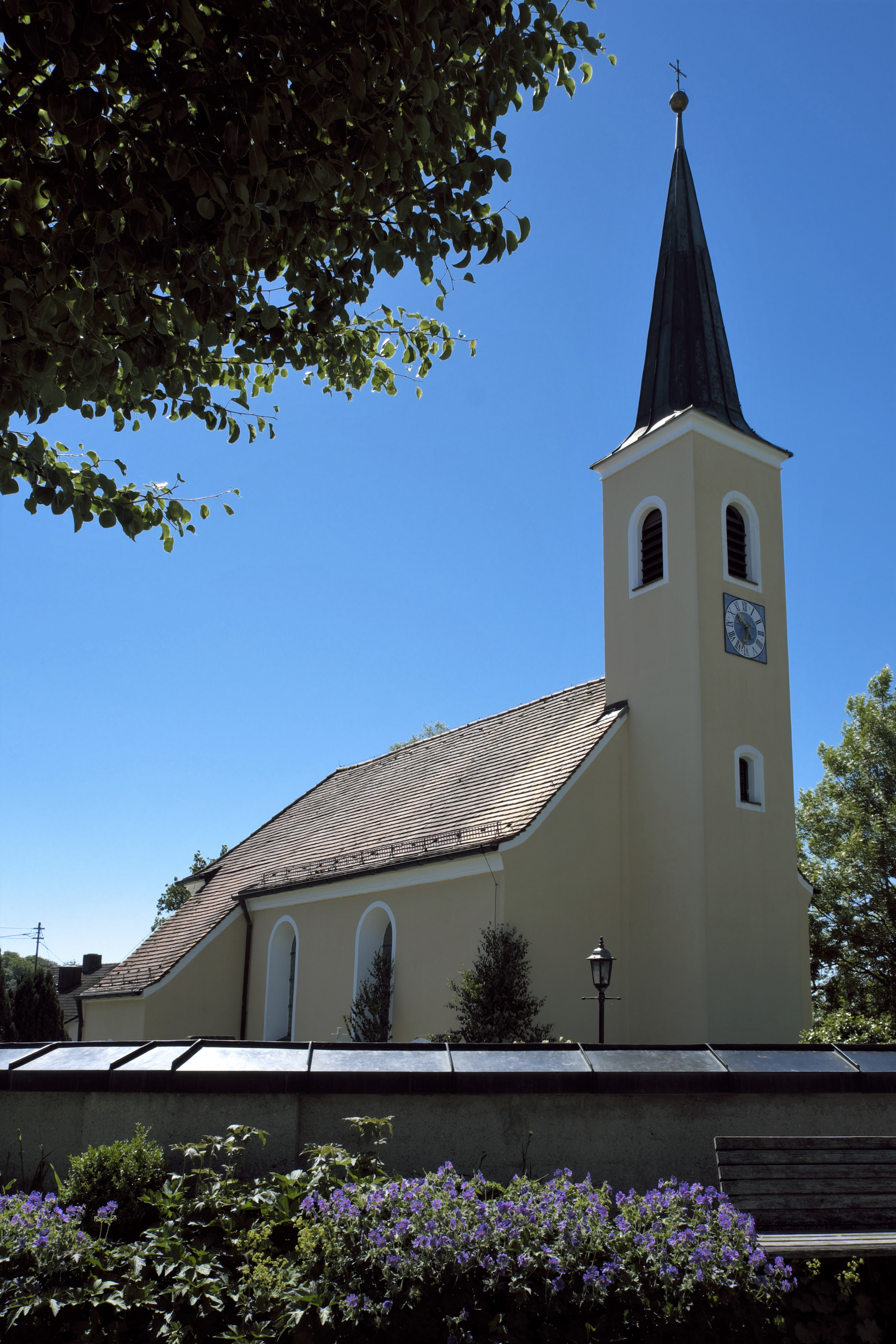
Kirche St. Bartholomäus

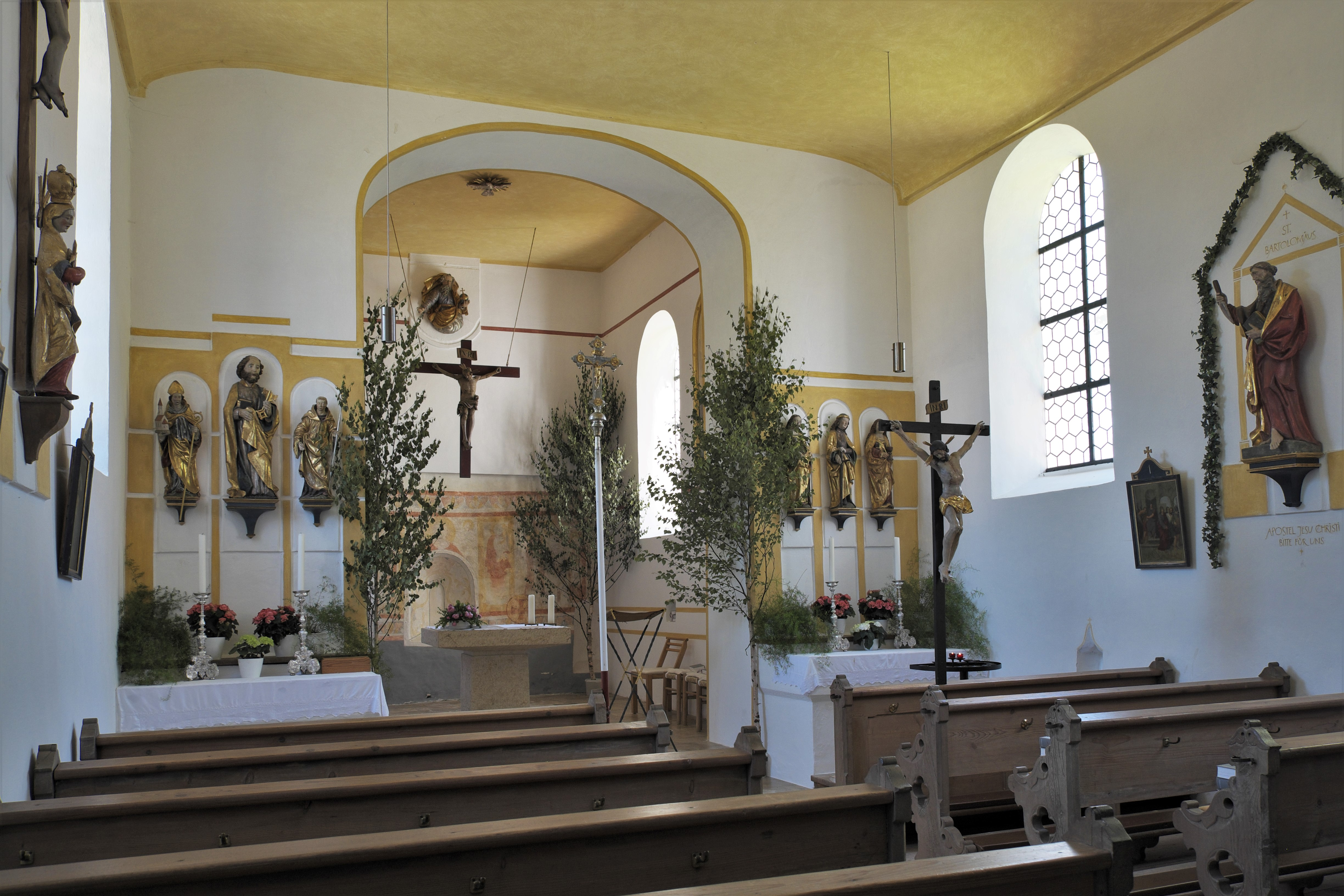
Innenraum

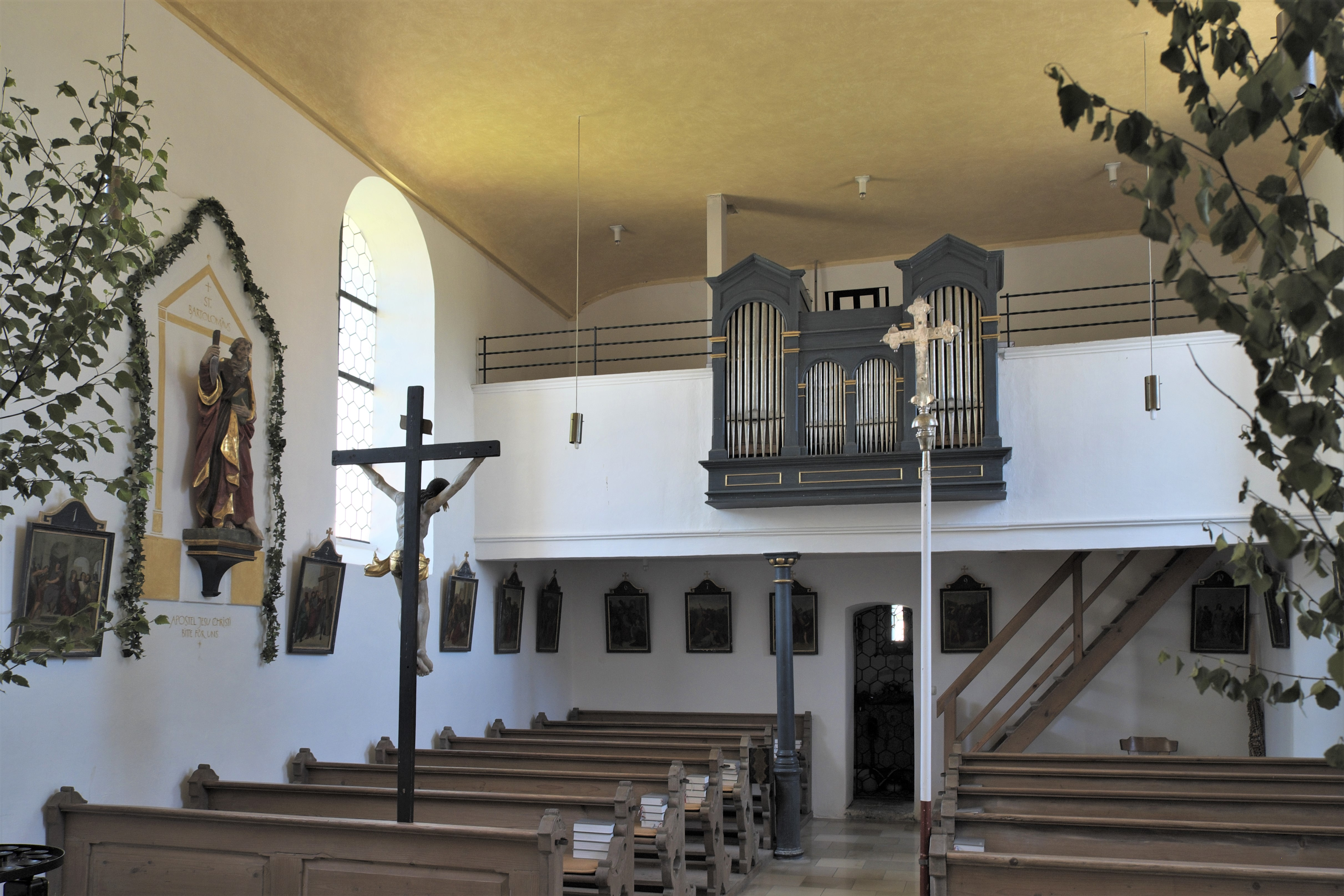
Innenraum

Die katholische Filialkirche St. Bartholomäus in Maising, einem Ortsteil der Gemeinde Pöcking im oberbayerischen Landkreis Starnberg, geht im Kern auf das späte Mittelalter zurück. Bei der Renovierung in den 1970er Jahren wurden im Chor spätromanische Fresken entdeckt und wieder freigelegt.

## Geschichte
In einer Schenkungsurkunde aus dem Jahr 1182 wird bereits eine Kirche in Maising erwähnt. Bei diesem Kirchenbau könnte es sich um den heutigen Chor handeln, an den später das Langhaus angefügt wurde. Während des Dreißigjährigen Krieges brannte die Kirche großenteils nieder und wurde danach wieder aufgebaut. Im 19. Jahrhundert wurde die Kirche vergrößert und nach dem Zweiten Weltkrieg erfolgte die Modernisierung der Ausstattung. Die alte, zumeist barocke Ausstattung wurde damals entfernt und die Kirche erhielt neue Altäre. Eine barocke Madonna verkaufte man an das damalige Heimatmuseum in Starnberg. Bei der grundlegenden Sanierung in den Jahren 1978 bis 1982 kamen spätromanische Fresken zutage, die in das 13. Jahrhundert datiert werden. Im Rahmen dieser Restaurierung wurden die neuen Altäre wieder entfernt und ein Teil der ursprünglichen Skulpturen konnte wieder in der Kirche aufgestellt werden.

## Architektur
Die Kirche ist als Saalbau angelegt, an den sich im Osten ein eingezogener, rechteckiger Chor anschließt. Der Westfassade vorgelagert ist der Glockenturm, der von einem hohen, spitzen Helm bekrönt ist. Das Langhaus wird von einer gekehlten Flachdecke überspannt.

## Fresken
Die Fresken, die an der Stirnwand des Chors wieder freigelegt wurden, stellen vermutlich Stationen eines Kreuzwegs dar. Die einzelnen Szenen werden oben und unten von einem ornamentalen Band mit Blattwerk gerahmt.

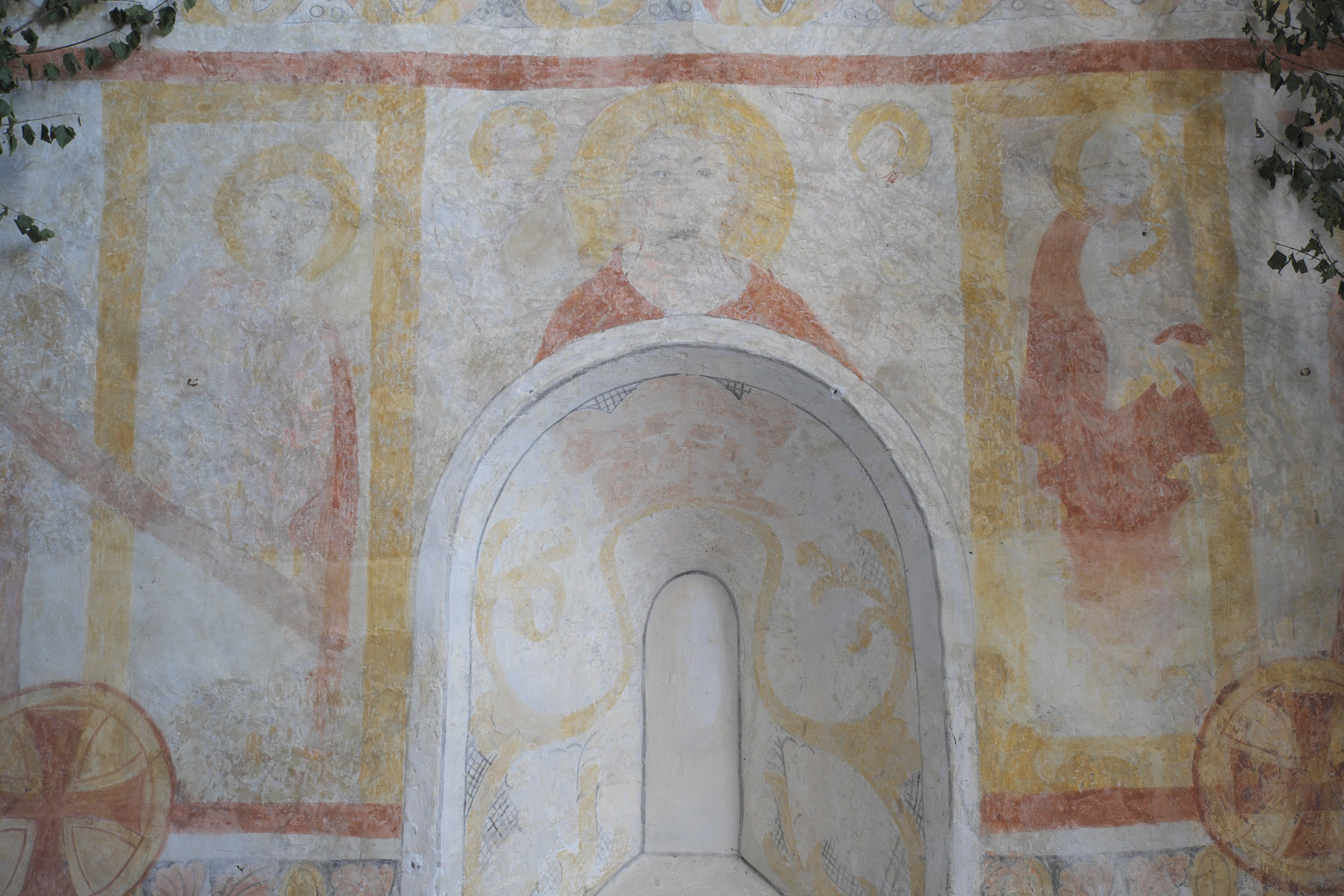
Chorfresko
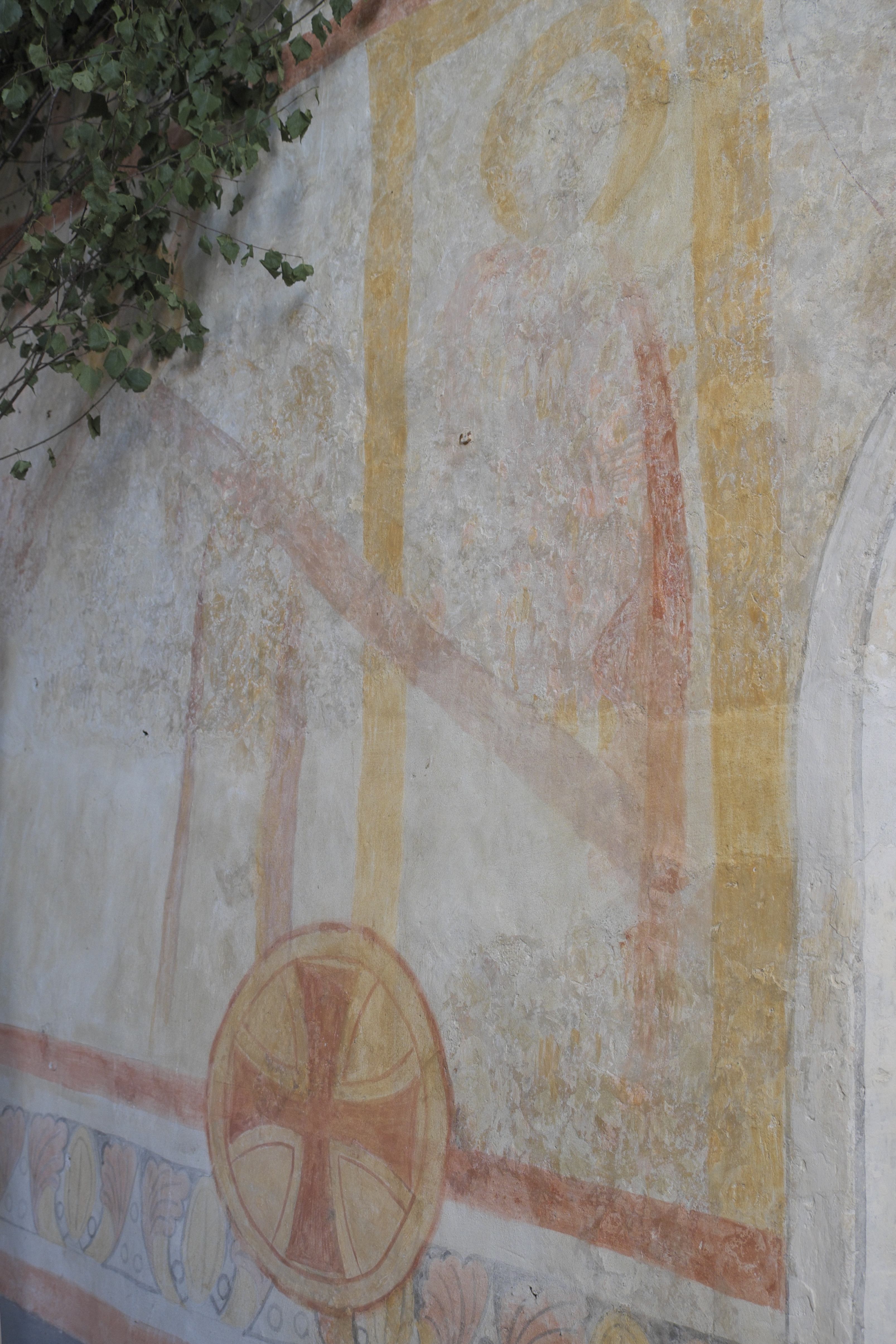
Chorfresko
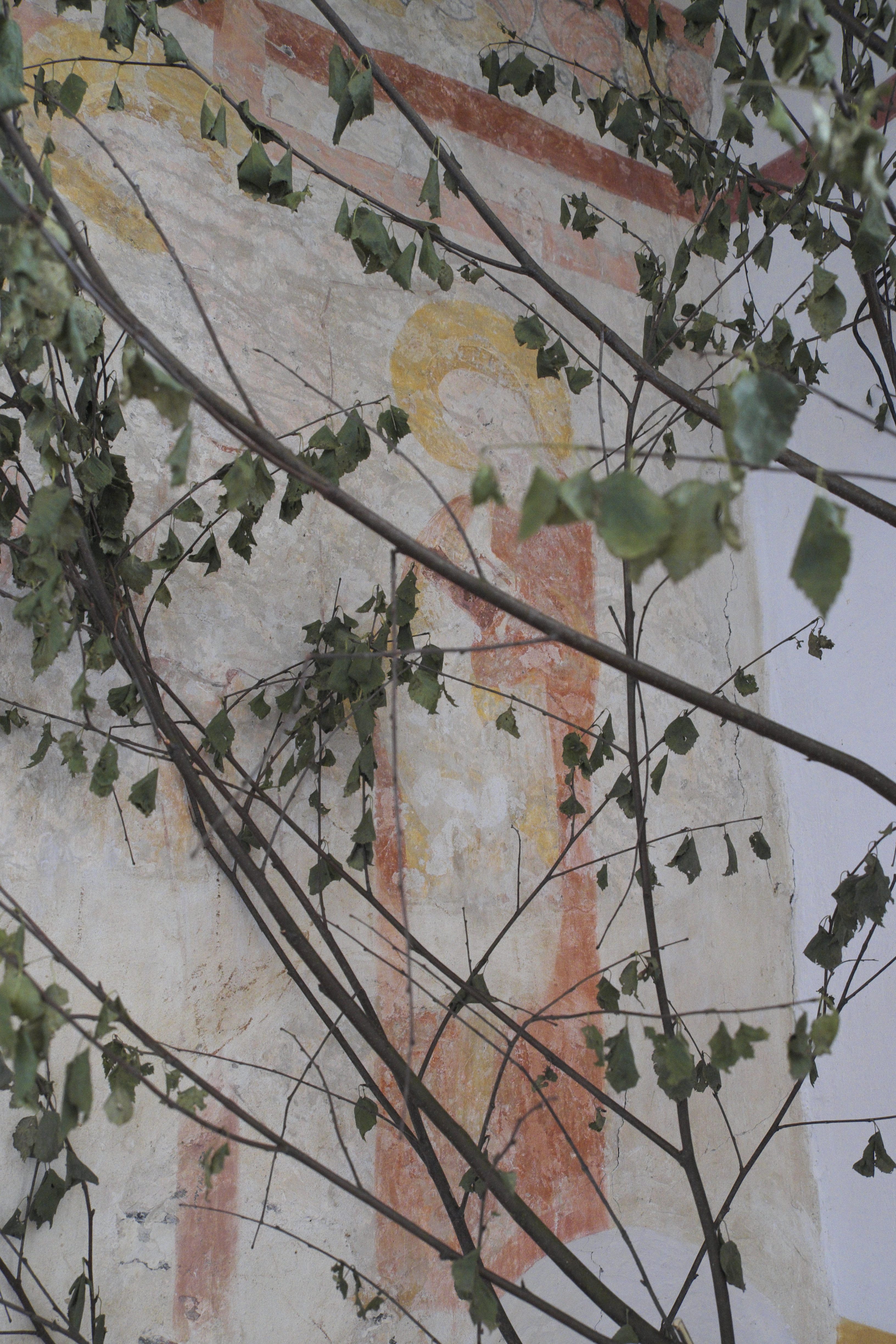
Chorfresko
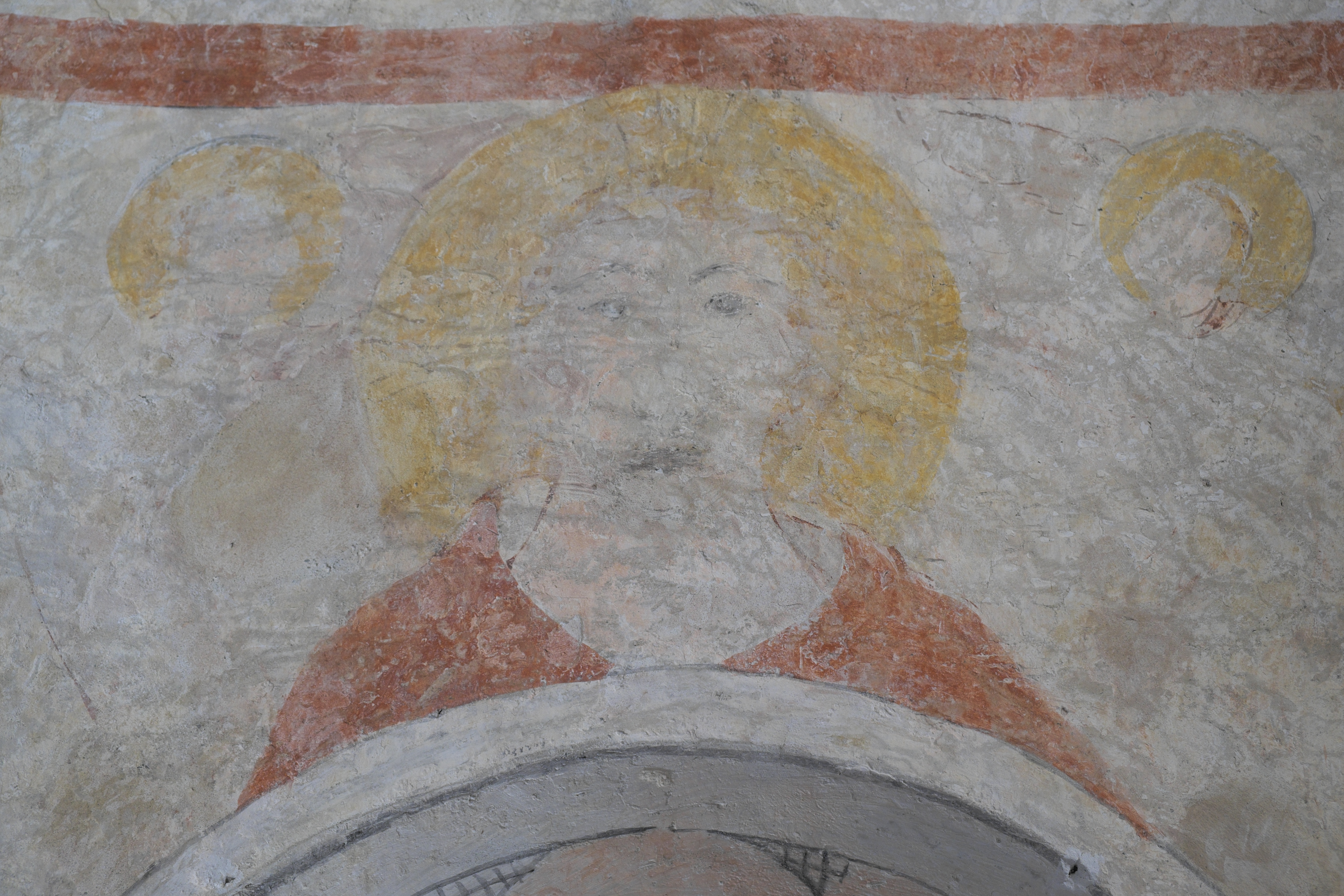
Chorfresko

## Ausstattung

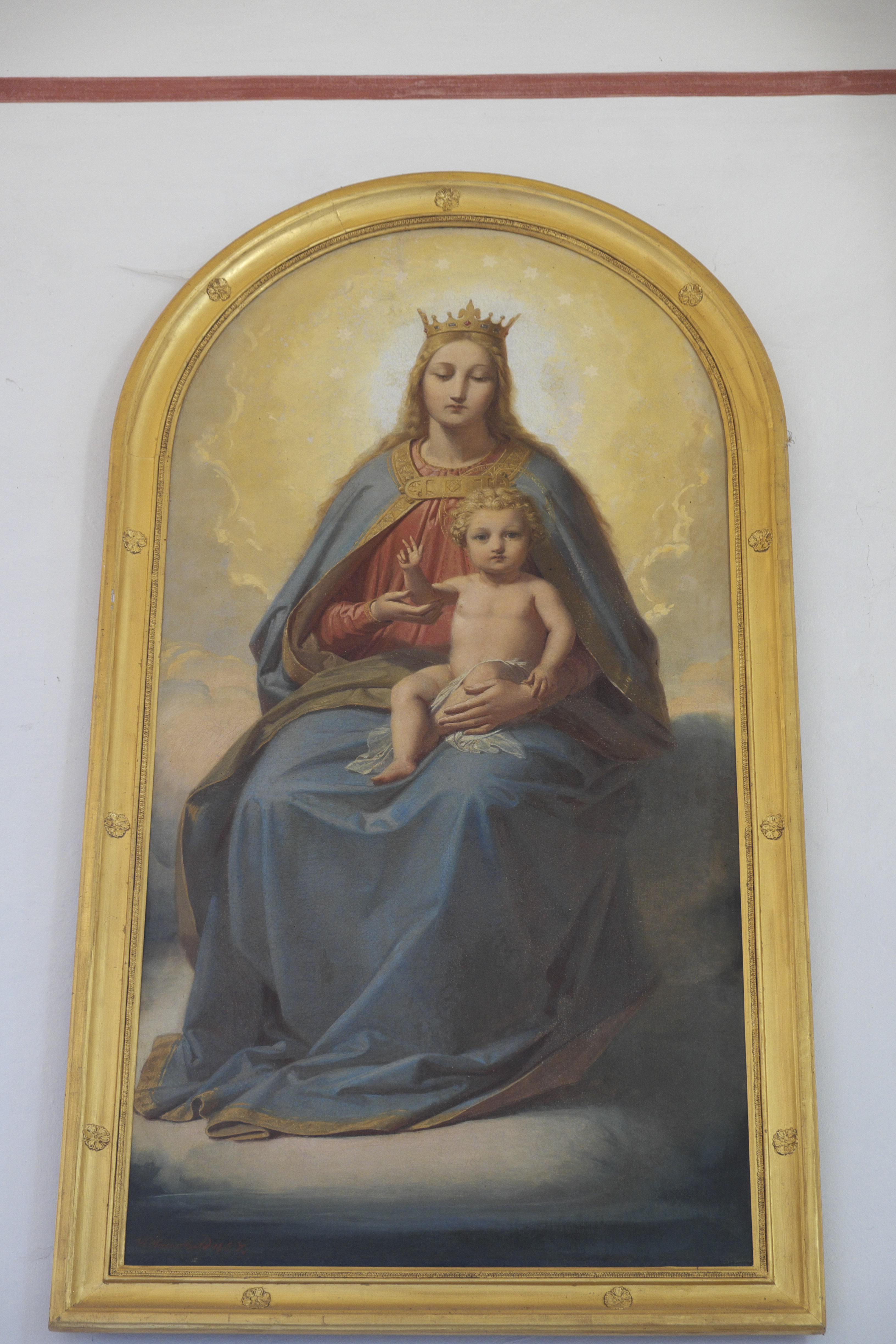
Madonna mit Kind

- Die ältesten Skulpturen der Kirche stammen aus dem frühen 16. Jahrhundert wie die Figuren des Apostels Petrus, der heiligen Katharina und der heiligen Barbara.
- Im Chor hängen heute die Altarblätter der früheren Altäre. Auf den beiden Gemälden an der Nordseite sind der heilige Leonhard und der Apostel Bartholomäus, der Schutzpatron der Kirche, mit seinem Attribut, dem Messer, dargestellt. Das Bild mit der Darstellung einer  Madonna mit Kind an der Südwand trägt die Signatur von Wilhelm Hauschild (1827–1887) und ist mit der Jahreszahl 1857 bezeichnet.

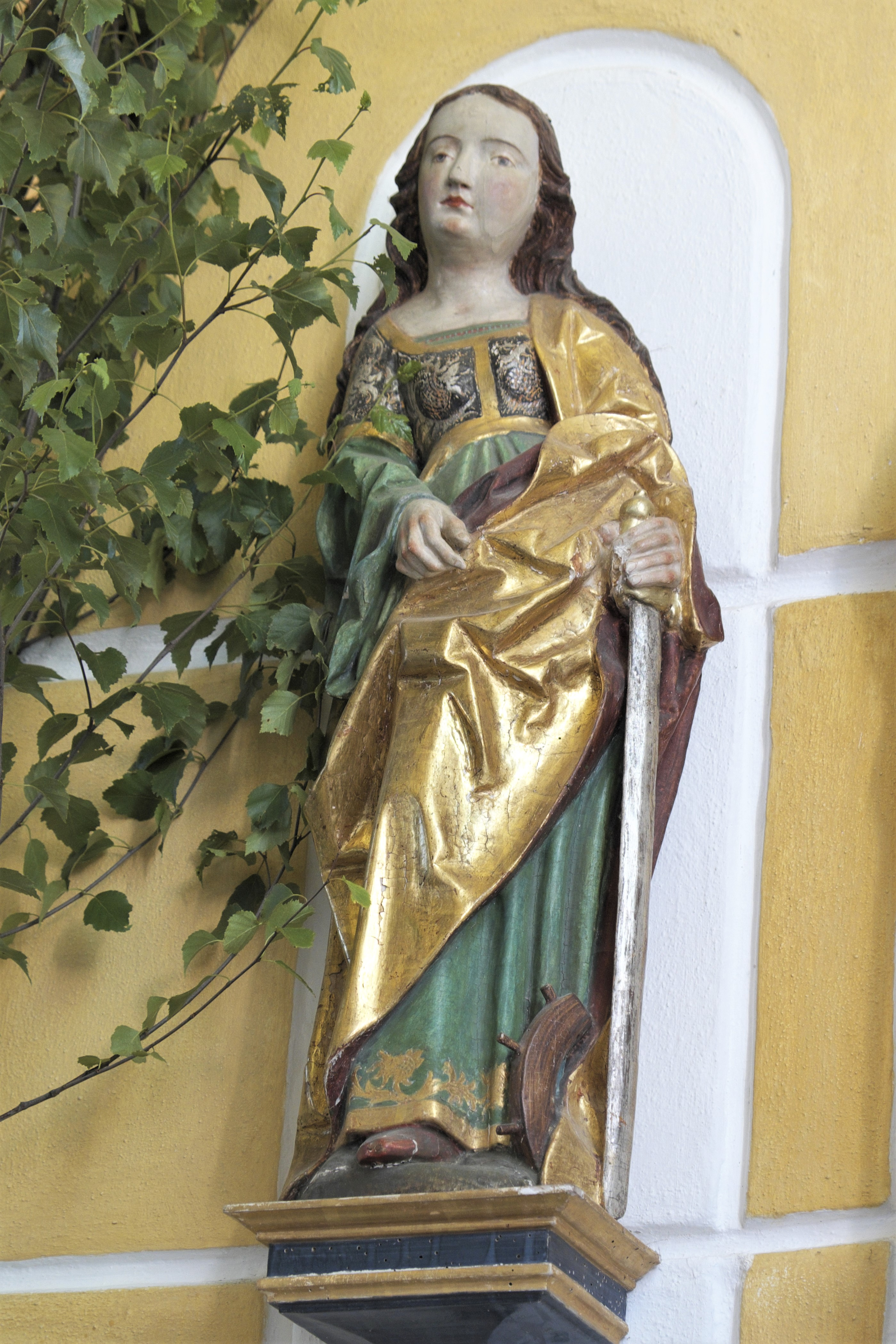
Heilige Katharina
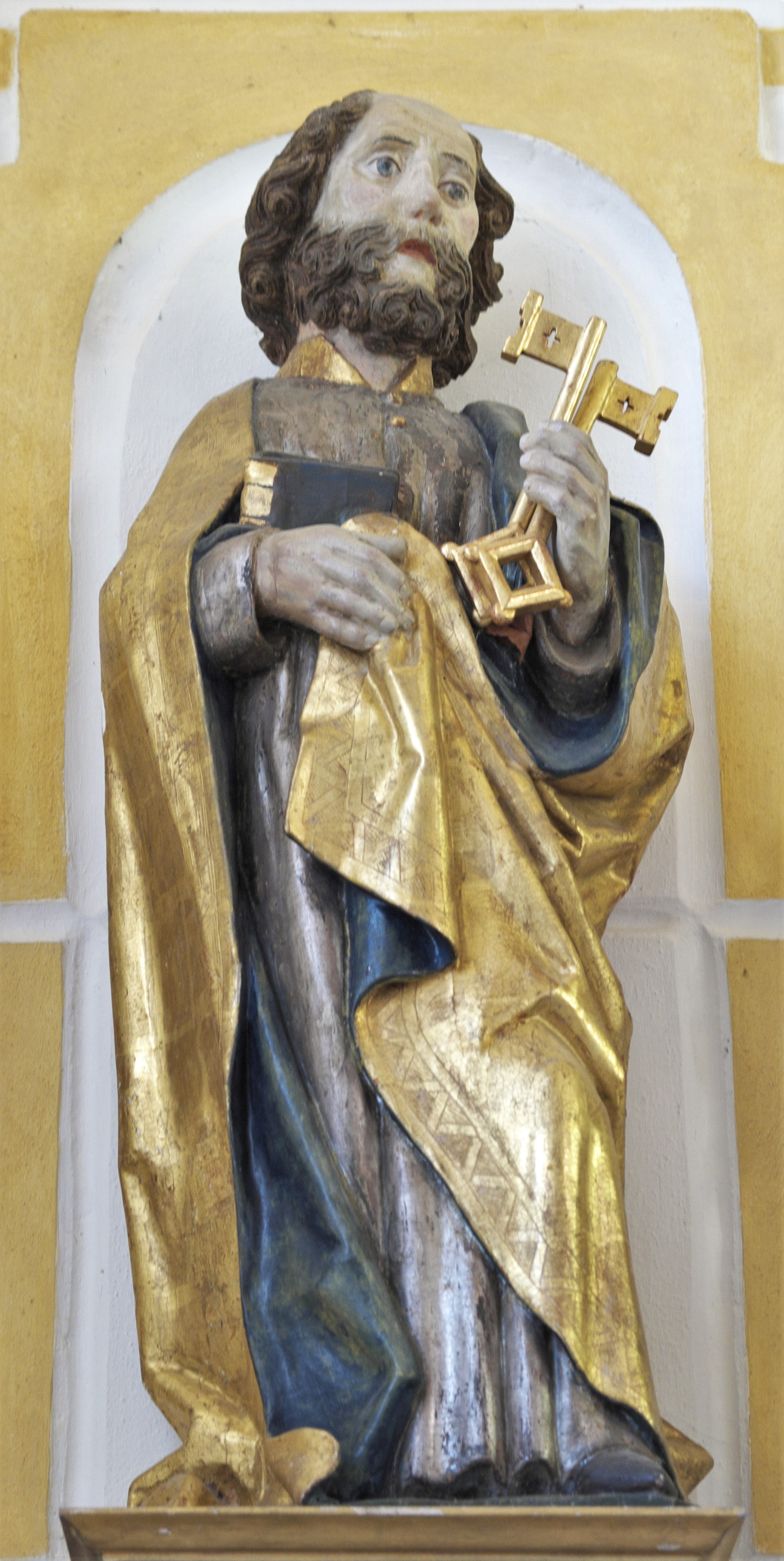
Apostel Petrus
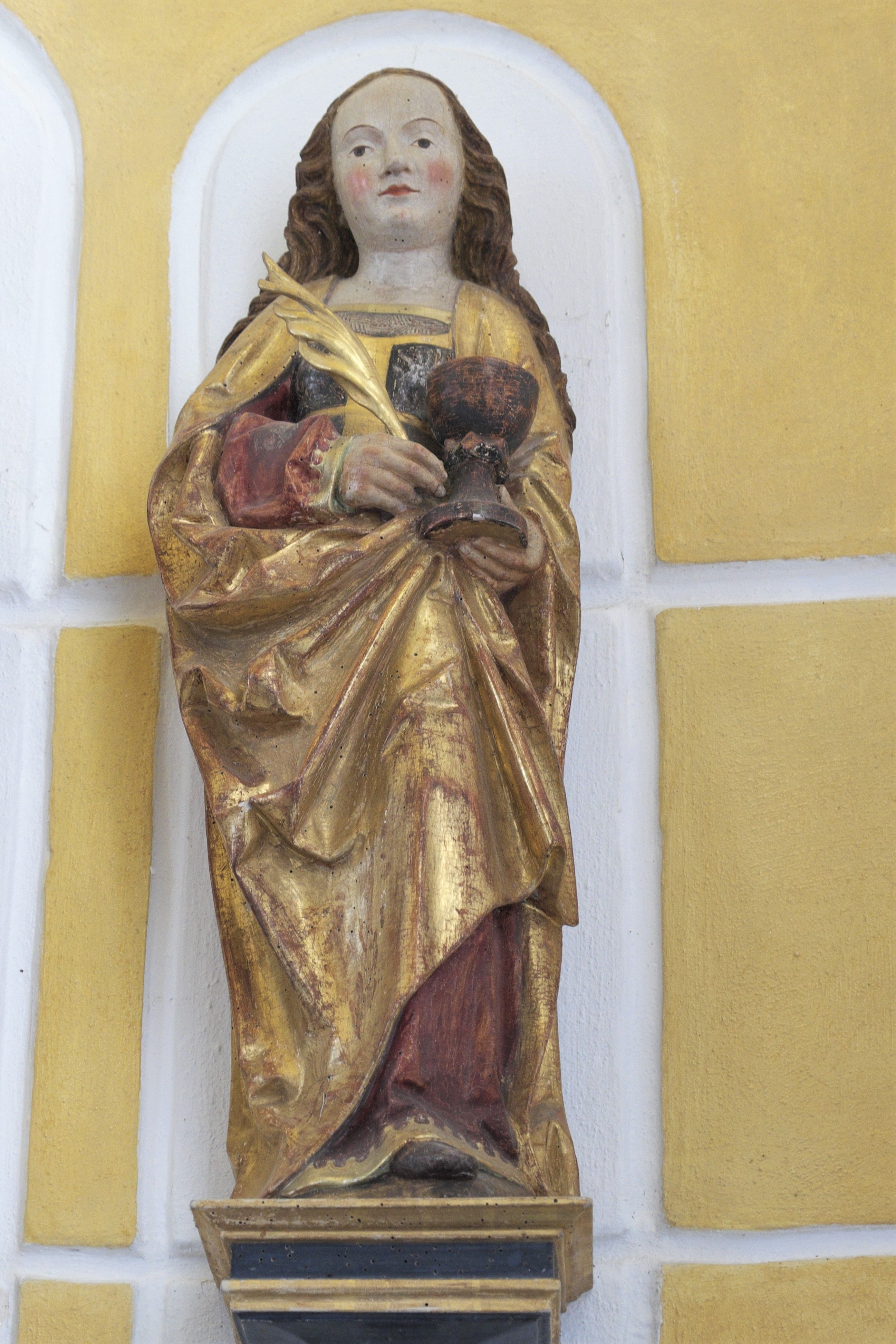
Heilige Barbara